# Sadowsky Guitars

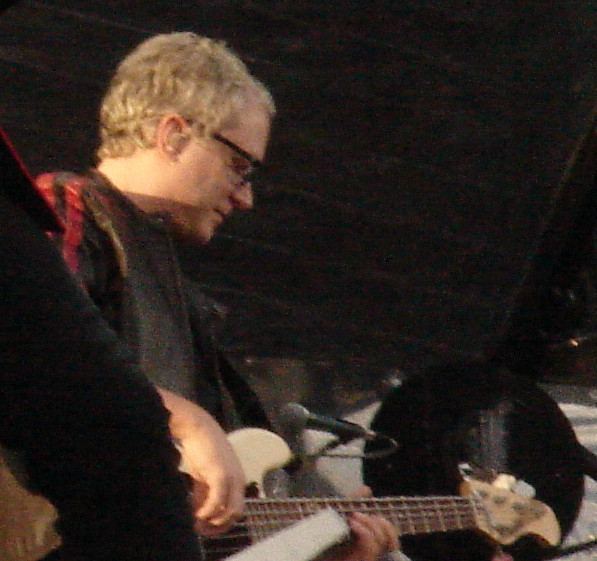
H. McDonald gra na swojej gitarze basowej NYC Vintage P/J5

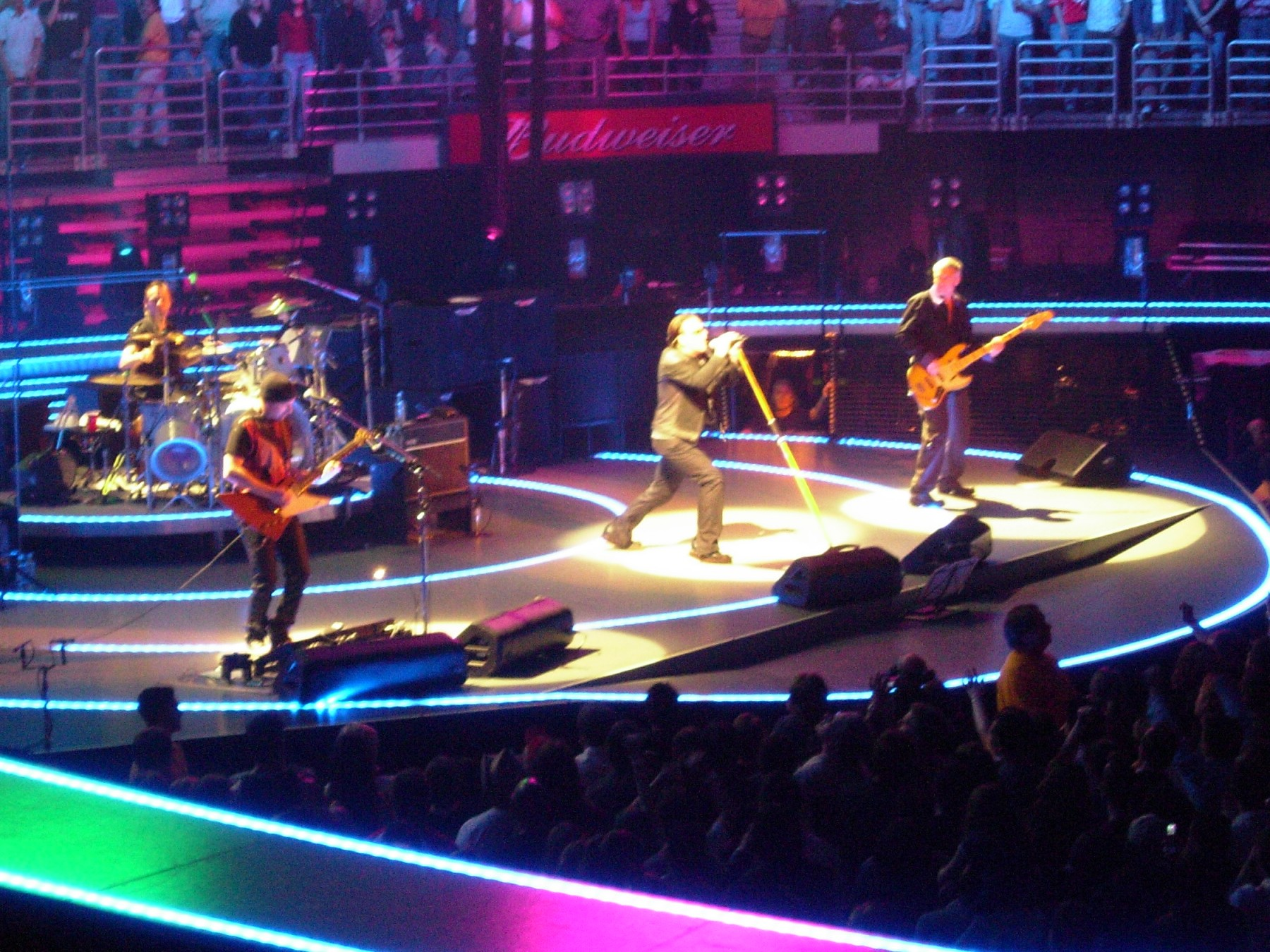
Adam Clayton (po prawej) gra na basie NYC Vintage 4

Sadowsky Guitars (Sadowsky) – amerykańska firma, produkująca gitary elektryczne i basowe, założona w 1979 roku przez Rogera Sadowsky'ego.
Sadowsky produkuje różne modele gitar, instrumenty tej firmy dzielą się na dwie serie: NYC - produkowane w Nowym Jorku (New York City) oraz Metro - produkowane w Japonii. Instrumenty z serii NYC to basy oraz gitary elektryczne, a Metro - tylko gitary basowe.
Gitar firmy Sadowsky używa wielu gitarzystów i basistów, m.in.:

- Tal Wilkenfeld
- Alex Aponte
- Dave Bronze
- Chris Campbell
- Adam Clayton
- Nathan East
- Matt Evans
- Matt Garrison
- Mark Grantt
- Randy Hall
- Ron Jenkins
- Bryan Kessler
- Will Lee
- Brian Marshall
- Hugh McDonald
- Marcus Miller
- Jason Newsted
- Ray Phiri
- Keith Richards
- John Selowane
- Richard Smith
- Robby Wilson